# ポルテ (イタリア)
ポルテ（伊: Porte）は、イタリア共和国ピエモンテ州トリノ県にある、人口約1,100人の基礎自治体（コムーネ）。

## 地理

### 位置・広がり

#### 隣接コムーネ
隣接するコムーネは以下の通り。
- ピネローロ
- サン・ジェルマーノ・キゾーネ
- サン・ピエトロ・ヴァル・レーミナ
- サン・セコンド・ディ・ピネローロ
- ヴィッラール・ペローザ